# زبابة رادية
زبابة رادية (الاسم العلمي: Sorex raddei) (بالإنجليزية: Radde's Shrew)‏ هو نوع من الحيوانات يتبع جنس الزبابة من الفصيلة الزبابات.